# Arsoli
Àrsoli (Àrzuli in dialetto locale) è un comune italiano di 1 315 abitanti  della città metropolitana di Roma Capitale nel Lazio.

## Geografia fisica

### Territorio
Arsoli sorge a poca distanza dal confine geografico del Lazio con l'Abruzzo marsicano; il territorio comunale è circondato dalla catena dei monti Simbruini.

### Clima
- Classificazione climatica: zona E, 2199 GR/G

## Storia

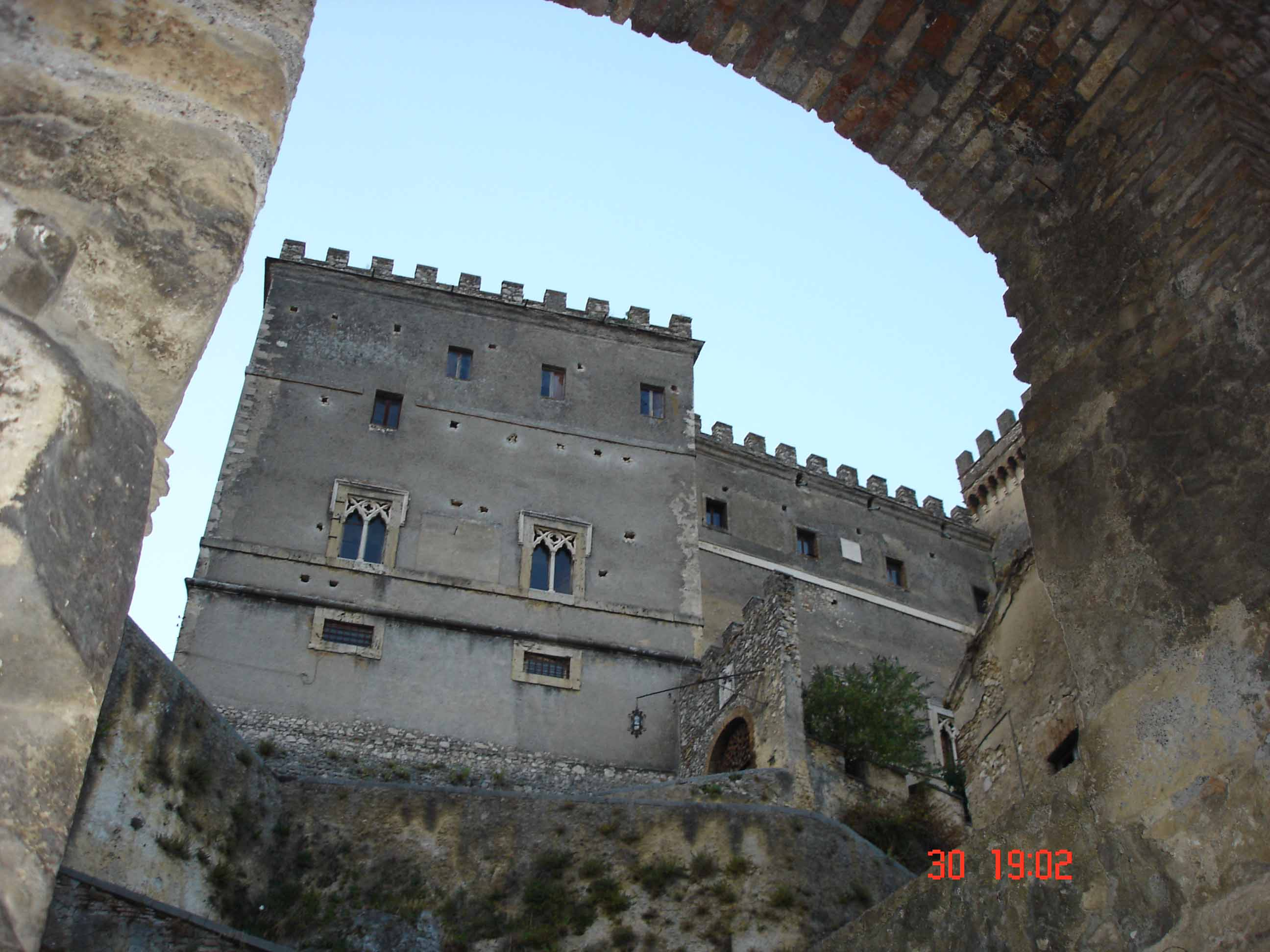
Castello Massimo

Appartenente già dal IX secolo ai monaci del monastero di Subiaco, come confermato da una bolla di Papa Gregorio IV dell'864, che edificarono un monastero, trasformato successivamente in castello, quando nel secolo XIII la signoria di Arsoli passò alla famiglia Passamonti, che forse a loro volta la ebbero per diritto di conquista, e la mantennero sino al 1536, eccetto il periodo dal 1495 al 1502 nel quale fu tenuta, per forza d'armi, dai Colonna. Durante l'ultima fase del dominio dei Passamonti, la stessa casata era stata colpita da un grave dissesto finanziario, oltre al fatto che la peste dei lanzichenecchi aveva quasi completamente spopolato il borgo e che la famiglia aveva perso Amico Passamonti, signore di Arsoli, trucidato da Marzio Colonna. Queste ragioni indussero la famiglia Passamonti a vendere nel 1536 il castello di Arsoli agli Zambeccari, mediante strumento notarile del 21 settembre.
La cittadina di Arsoli si trovava allora in tristissime condizioni dal momento che oltre alla mancanza di popolazione le case erano in rovina ed i terreni agricoli erano incolti o pantanosi, con pochissime attività ancora attive. A questa situazione disperata ed al sostanziale disinteresse manifestato dagli Zambeccari per il borgo, si aggiunse la guerra della Campagna Romana che infuriò sotto Paolo IV dal 1557, dal momento inoltre che il borgo era posto a breve distanza da Oricola, piazzaforte di tedeschi e spagnoli.
Dopo poco tempo, San Filippo Neri, che era confessore, direttore spirituale e consigliere per quelle materiali del principe Fabrizio Massimo, gli consigliò l'acquisto di Arsoli ed il contratto con Flaminio Zambeccari venne siglato il 30 ottobre 1574 per gli atti del notaio Prospero Campano.
Sotto i Massimi il borgo iniziò a risplendere nuovamente dal momento che Fabrizio si occupò del rifacimento della chiesa e della riordinazione dei benefici ecclesiastici, probabilmente su impulso dello stesso Neri. Si occupò inoltre come feudatario di emanare dei decreti per la corretta amministrazione della giustizia e fece costruire un acquedotto nuovo per rifornire di acqua il borgo e la rocca presente in loco.
Durante la seconda guerra mondiale il paese fu occupato dai nazisti e trasformato in città ospedaliera.

### Simboli
Lo stemma e il gonfalone del comune di Arsoli è stato concesso con decreto del presidente della Repubblica del 13 novembre 2002.
Il gonfalone è un drappo di rosso.

## Monumenti e luoghi d'interesse

### Architetture religiose
- Chiesa del SS. Salvatore (XVI secolo)
- Chiesa di San Lorenzo (XV secolo)
- Chiesa di San Bartolomeo (XIII secolo)
- Chiesa di San Rocco (XVI secolo)
- Chiesa della SS. Trinità

### Architetture militari
- Castello Massimo (X secolo)

## Società

### Evoluzione demografica
Abitanti censiti

### Etnie e minoranze straniere
Secondo i dati ISTAT al 31 dicembre 2010 la popolazione straniera residente era di 180 persone. Le nazionalità maggiormente rappresentate in base alla loro percentuale sul totale della popolazione residente erano:
- Romania 112 (6,71%)

## Cultura
Palazzo Massimo è stato utilizzato come set della miniserie televisiva La baronessa di Carini.
Il Castello Massimo è stato il set principale del film La morte negli occhi del gatto (1973) di Antonio Margheriti. Gli esterni del cimitero del film del 1994 Dellamorte Dellamore di Michele Soavi sono stati girati nel camposanto di Arsoli.
All'interno del palazzo del Comune c'è una piccola sala teatrale, denominata La Fenice, che dal 1999 ospita una rassegna di spettacolo dal vivo con particolare attenzione al teatro per l'infanzia. Dal 2015 il teatro è diventato Residenza artistica nazionale riconosciuta dal MiBACT e dalla Regione Lazio.
La chiesa della SS. Trinità in Arsoli si trova nella località Stazione.

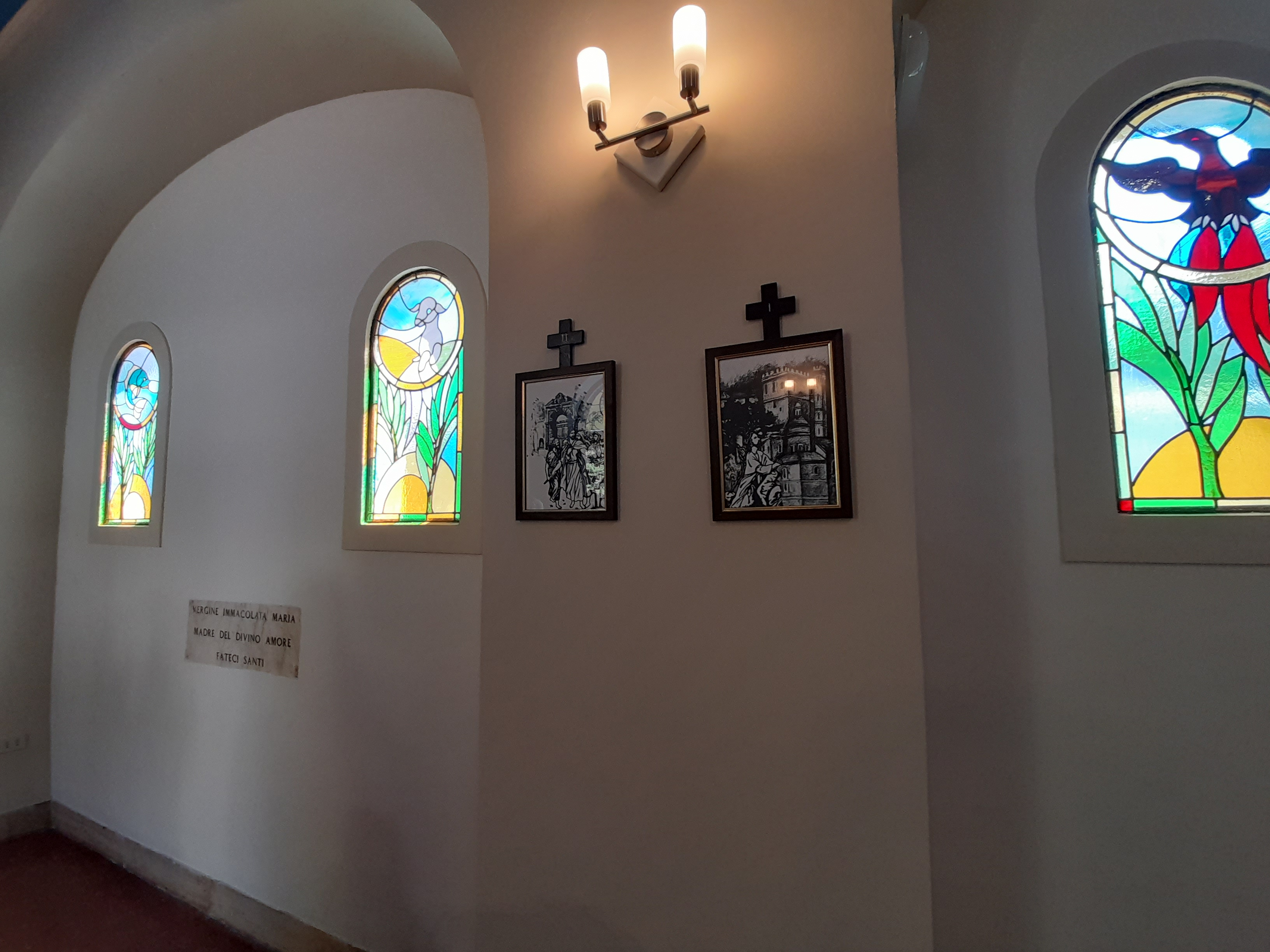
Le nuove vetrate artistiche e la Via Crucis

È stata edificata nel 1956 da un vecchio edificio fatiscente divenendo un punto di riferimento per tutta la comunità.

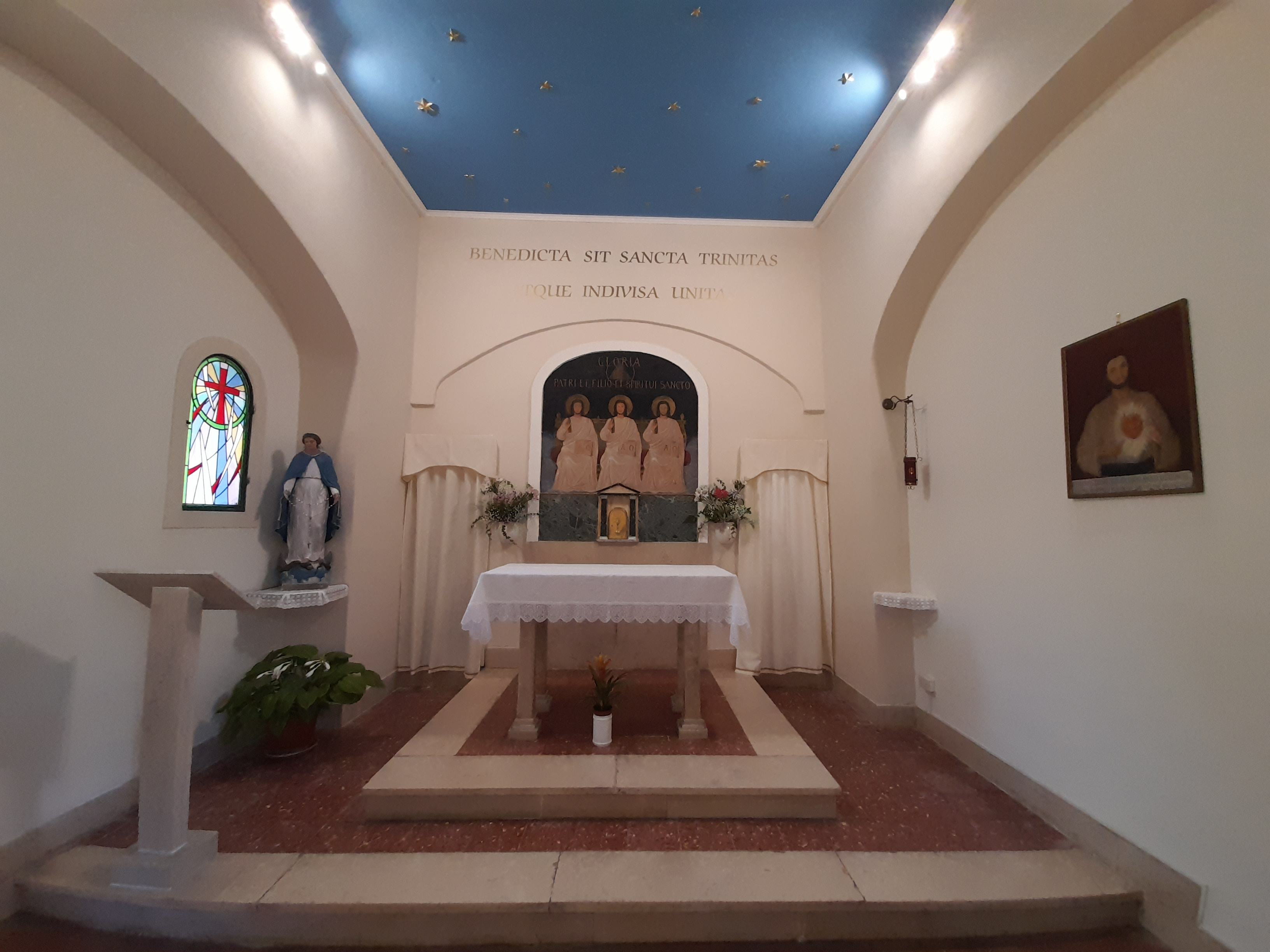
Il recente restauro della chiesa

Ideatrice del progetto fu Paolina Morani (1903-1986). In questo modo gli abitanti della Stazione (una periferia di Arsoli) poterono fruire del servizio della Santa messa senza essere costretti a recarsi in paese, specialmente in inverno.
Nella chiesetta, dalla semplice pianta rettangolare spicca, sopra l’altare, la raffigurazione della SS. Trinità dipinta dalla stessa Paolina Morani. Da notare come le “Tre Persone” impartiscano la benedizione con la tipica simbologia delle chiese bizantine e cioè usando le tre dita per rappresentare i tre elementi della Trinità che si riuniscono in Dio. Il soffitto della chiesa raffigura una volta stellata, ispirata dalla decorazione della navata della basilica di S. Francesco ad Assisi. La tradizione orale del posto vuole anche che le stelle rappresentino gli abitanti della Stazione che collaborarono alla edificazione della chiesetta.
Paolina Morani, figlia del pittore Alessandro Morani e della nobildonna Russa Lilì Helbig, crebbe in un ambiente colto e raffinato, tra letteratura e arte. Lei stessa fu autrice di opere pittoriche e letterarie. Ma si distinse soprattutto per il grande impegno ecclesiale e nell’apostolato, anche ad Arsoli.  Infatti proprio sopra la chiesa Paolina realizzò un piccolo appartamento che, insieme al giardinetto adiacente, divenne per anni un punto di aggregazione sociale a disposizione di tutti per il catechismo e le attività socio-ricreative dedicate ai bambini. Alla sua morte, avvenuta il 23 dicembre 1986, tutto fu lasciato alla diocesi di Tivoli con la precisa indicazione che la struttura fosse utilizzata in continuità con le attività a favore della comunità. Il comune di Arsoli le ha dedicato una piazza per omaggiarla per il suo operato a favore del Paese.
Nell’estate 2021 la chiesa ha avuto un importante intervento di restauro guidato dal Parroco di Arsoli Don Dario. In particolare l’operazione ha riguardato il cielo stellato e ha visto l’inserimento di alcune opere artistiche come le sei nuove vetrate in piombo realizzate da Filomena Zarroli, degli Artisti della Valle del Cavaliere, e una Via Crucis con le Stazioni dipinte da Mauro Alfani.
Nel paese è presente un museo delle tradizioni musicali., un museo della civiltà contadina, il museo multimediale interattivo e un museo diffuso.

## Infrastrutture e trasporti

### Strade
- nel territorio comunale passa l'autostrada A24, che collega Roma a Teramo.
- SP 39/b, la strada provinciale che collega Arsoli a Cervara di Roma.
- SS 5 Tiburtina strada statale che collega Roma a Pescara

### Ferrovie
- La Ferrovia Roma-Pescara attraversa il comune di Arsoli, servendolo con l'omonima stazione.

## Amministrazione

### Sindaci
| Periodo        | Periodo        | Primo cittadino | Partito                            | Carica  | Note          |
| -------------- | -------------- | --------------- | ---------------------------------- | ------- | ------------- |
| 23 aprile 1995 | 12 giugno 2004 | Stefano Banini  | Lista civica di Centro-sinistra    | Sindaco | [ 14 ] [ 15 ] |
| 13 giugno 2004 | 7 giugno 2009  | Claudio Bruni   | Lista civica                       | Sindaco | [ 16 ]        |
| 8 giugno 2009  | 25 maggio 2014 | Paolo Martino   | Lista civica Per Arsoli domani     | Sindaco | [ 17 ]        |
| 26 maggio 2014 | in carica      | Gabriele Caucci | Lista civica Impegno e trasparenza | Sindaco | [ 18 ]        |

### Gemellaggi
- Blagaj
- Mostar[19]

### Altre informazioni amministrative
Fa parte della Comunità montana dell'Aniene.
Fa parte dell'Unione MedAniene.